# Anzcyclops silvestris
Anzcyclops silvestris – gatunek widłonoga z rodziny Cyclopidae. Opisał go w 1958 roku brytyjski zoolog John Philip Harding, nadając mu nazwę Goniocyclops silvestris.